# أمار سينغ الأول
مهرانا أمار سينغ الأول كان حاكمًا على إقليم ميوار (في الهند) (من  19 يناير 1597م  حتى 26 يناير 1620م)، كان الابن الأكبر للأمير الهندوسي المهرانا پرتاپ وخليفته على الحكم.

## الحملات المغولية على ميوار
عندما اعتلى نور الدين جهانكير عرش المغول (حكم من سنة 1014هـ\1605م حتى سنة 1037هـ\1627م)، قرر أن يتابع ما بدأه والده جلال الدين أكبر بالسيطرة على إقليم ميوار، حيثُ لم يُحقِّق أكبر نجاحًا كبيرًا فيه، واستطاع الأمير الهندوسي المهرانا پرتاپ اقتطاع أجزاء واسعة من هذه الولاية واستقلَّ بها. وقد خلفه على حكم الإقليم ابنه أمار سينغ الأول الذي واصل تحديِّه لِلسلطنة المغوليَّة، فأرسل جهانكير إليه جيشًا بقيادة ابنه الأمير «پرويز ميرزا» في سنة 1014هـ المُوافقة لِسنة 1605م («معركة ديوار [الإنجليزية]»)، إلَّا أنَّهُ لم يُحقِّق نجاحًا يُذكر، وانسحب من ميوار. وفي سنة 1017هـ المُوافقة لِسنة 1608م أرسل جهانكير حملة أُخرى بِقيادة «مهابت خان»، واستطاع أن يُطارد أمار سينغ، وأجبره على الالتجاء إلى التلال والمُرتفعات لِلاحتماء بها، ولكنَّهُ لم يُحقق نصرًا حاسمًا.
وفي سنة 1023هـ المُوافقة لِسنة 1614م أرسل جهانكير حملة ثالثة بقيادة ابنه الشاهزاده خُرَّم مُحمَّد، فاستطاع بِمهارته أن يُحرز أكثر من نصر، وأن يتَّبع الراجپوت في فرارهم، وأن يأسر عائلات كثيرة من قادتهم. واضطرَّ أمار سينغ أن يطلب إيقاف القتال وأعلن خُضُوعه لِنُفوُذ المغول، وطلب الصُلح، ودخل في مُفاوضات مع الشاهزاده خُرَّم من أجل إحلال السلام انبثق عنها توقيع اتفاقية صُلح في سنة 1024هـ المُوافقة لِسنة 1615م تضمَّنت ما يلي:
- إعفاء أمار سينغ من المُثُول بين يديّ السُلطان، على أن ينوب ابنه «قران سينغ الثاني [الإنجليزية]» مكانه.
- تسليم كامل مُقاطعة ميوار بِما فيها قلعة چتور (التي استولى عليها المغول في عهد جلال الدين أكبر) إلى أمار سينغ على أن يحكم باسم المغول.
- لا تُقام أيَّة تحصينات على قلعة چتور.
- يُقدِّم أمار سينغ ألف فارس إلى الجيش المغولي عند الحاجة.
- منح قران بن أمار سينغ وظيفة منصبدار خمسة آلاف.[5]

وافق جهانكير على الاتفاقيَّة، ولم يُصر على دفع أمار سينغ الجزية - كباقي زُعماء الهندوس الآخرين - مُظهرًا كرمًا زائدًا تجاه حاكم ميوار. وأنهت هذه الاتفاقية قرنًا من العداء والحُرُوب المُتواصلة بين الأُسرتين الحاكمتين في أغرة وچتور، وتُعدُّ نصرًا سياسيًّا لِجهانكير، ونصرًا شخصيًّا لِلشاهزاده خُرَّم.